# Фениллитий
Фениллитий — металлоорганическое соединение лития с формулой LiС6H5, бесцветные кристаллы, растворимые в органических растворителях, существует в виде димеров и тетрамеров.

## Получение
- Реакция лития и бромбензола:

{\displaystyle {\mathsf {2Li+C_{6}H_{5}Br\ {\xrightarrow {}}\ LiC_{6}H_{5}+LiBr}}}
- Реакция лития и дифенилртути:

{\displaystyle {\mathsf {2Li+Hg(C_{6}H_{5})_{2}\ {\xrightarrow {}}\ 2LiC_{6}H_{5}+Hg}}}

## Физические свойства
Фениллитий образует в полярных растворителях (эфиры, тетрагидрофуран) и в кристалле димерную форму (LiС6H5)2.
В неполярных растворителях (бензол, углеводороды) — тетрамеры (LiС6H5)4 — искажённый куб.
Из эфирных растворов выделен комплекс 4LiС6H5•2LiBr•4(С2H5)2O.

## Химические свойства
- В чистом виде окисляется кислородом воздуха с самовоспламенением. В эфирном растворе реакция идёт медленнее с хемилюминесценцией:

{\displaystyle {\mathsf {4LiC_{6}H_{5}+O_{2}\ {\xrightarrow {}}\ 2Li_{2}O+2C_{6}H_{5}{\text{-}}C_{6}H_{5}}}}

## Применение
- Используют в промышленности в качестве катализатора полимеризации диенов.
- В органическом синтезе.
- В количественном анализе.